# Pierre Eugène Ménétrier
Pierre Eugène Ménétrier (7. prosinca 1859. – 22. kolovoza 1935.)
je francuski patologa iz Pariza. Poznat je po svome opisu rijetkog želučanog poremećaja koji je kasnije po njemu nazvan Menetrierova bolest.
Godine 1888. Ménétrier je u dva izvještaja s obdukcija opisao karakteristične oku vidljive hiperplastične promjene sluznice želuca. Svoje rezultate je opisao u radu fr. "Des polyadenomes gastriques et de leurs rapports avec le cancer de l’estomac", objavljenom u časopisu "Archives Physiologie Normale et Pathologique" 1888.
Ménétrier je bio i povijestičar, te se bavio proučavanjem bizantske i grčko-rimske medicini. Bio je član "Međunarodnog društva za povijest medicine". Preminuo je 1935. od posljedica ozljeda zadobivenih u prometnoj nesreći.